# Alice Perry
Alice Jacqueline Perry (Galway, 24 de outubro de 1885 – Boston, 21 de agosto de 1969) foi uma poeta e engenheira civil irlandesa. 
Foi a primeira mulher da Irlanda e do Reino Unido a obter uma graduação em engenharia.

## Vida e educação
Alice nasceu em 1885 em Wellpark, Galway, uma das cinco filhas de James e Martha Perry. Seu pai era inspetor do condado de Galway West e um dos fundadores da Galway Electric Light Company. Seu tio era o engenheiro John Perry, membro da Royal Society e inventor do giroscópio de navegação.
Depois de concluir o ensino médio em Galway, Alice ganhou uma bolsa de estudos para ingressar na Universidade Nacional da Irlanda, Galway, em 1902. Tendo conseguido o título em matemática com excelência, ela mudou seu curso de graduação em artes para um de engenharia. Alice se formou com honras em 1906. Suas irmãs Molly e Nettie também seguiram para cursos superiores. Sua outra irmã Agnes se formou em matemática pelo Queen's College Galway, onde lecionou, além de ser membro da comissão julgadora da universidade e vice diretora de uma escola secundária em Londres.

## Carreira
Após a formatura, Alice recebeu uma proposta de bolsa de estudos para pós-graduação, mas a morte de seu pai no mês seguinte a impediu de usufruir da bolsa. Em dezembro de 1906, ela substituiu o pai temporariamente como inspetora do condado na prefeitura de Galway. Ela ficou no cargo por cerca de seis meses até uma indicação permanente ser feita. Infelizmente, ela não foi escolhida para o cargo nem para nenhum cargo semelhante na área e permanece ainda hoje como a única mulher a exercer o cargo de inspetora do condado na Irlanda.
Em 1908, ela se mudou para Londres com suas irmãs, onde ela foi trabalhar como inspetora no departamento de segurança interna. De lá, ela se mudou para Glasgow. Em 30 de setembro de 1916, ela se casou com Jhon Shaw, soldado que morreu no frente ocidental da Primeira Guerra Mundial.

## Últimos anos e morte
Alice se aposentou de seu cargo de inspetora em 1921, dedicando-se à poesia, tendo publicado seu primeiro livro em 1922. Em 1923, ela se mudou para Boston, sede da Ciência Cristã, para a qual se convertera anos antes. 
Alice trabalhou no movimento da igreja, além de editora e escritora de poesias, publicando sete livros no período. Ela morreu em Boston, 21 de agosto de 1969, aos 83 anos.

## Publicações
- The Children of Nazareth and other poems (1930);
- The Morning Meal and other poems (1939);
- Mary in the Garden and other poems (1944);
- One Thing I Know and other poems (1953);
- Women of Canaan and other poems (1961).